# Eutetrapha shiqianensis
Eutetrapha shiqianensis là một loài bọ cánh cứng trong họ Cerambycidae.